# Gaetano Thiene

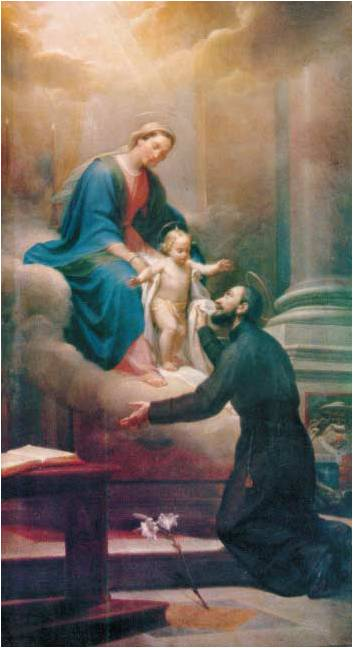
Pietro Gagliardi, San Gaetano (1882), Ħamrun, Malta

Gaetano Thiene (Vicenza, ottobre 1480 – Napoli, 7 agosto 1547) è stato un presbitero italiano, fondatore dell'Ordine dei Chierici regolari teatini; nel 1671 è stato proclamato santo da papa Clemente X ed è detto il santo della Provvidenza.

## Biografia
Di origine nobiliare, nacque a Vicenza nel 1480 dal conte Gasparo Thiene e da Maria da Porto; gli fu dato il nome di Gaetano in onore di un suo zio omonimo, famoso canonico e professore all'Università di Padova, nativo di Gaeta. Perse in giovanissima età il padre, morto nel 1492, e la sua educazione venne curata dalla madre.
Studiò diritto all'Università di Padova e il 17 luglio 1504 conseguì la laurea in utroque iure. Pur essendo avvocato, Gaetano non esercitò mai tale professione, preferendo indirizzarsi verso lo stato di religioso. Entrò infatti subito nello stato clericale ricevendo la tonsura da Pietro Dandolo, vescovo di Vicenza; il suo desiderio di divenire sacerdote era, però, contrario a quello di sua madre che, avendo già perduto due figli maschi, aveva riposto in lui le speranze di veder proseguire nel tempo la famiglia.
Nel 1505, animato da grande spirito religioso, Gaetano si fece promotore dell'edificazione della chiesa di Santa Maria Maddalena a Rampazzo nella tenuta di famiglia, tuttora esistente.
Nel 1507 si stabilì a Roma, dove prese dimora assieme al futuro cardinale Giovanni Battista Pallavicini, vescovo di Cavaillon, presso la chiesa di San Simeone ai Coronari. Gli furono concessi poi i benefici ecclesiastici delle chiese di Santa Maria di Malo e Santa Maria di Bressanvido. Presso la Curia Romana ricoprì gli incarichi di scrittore delle lettere pontificie e protonotario apostolico ed ebbe un ruolo notevole nel riportare la pace tra la Santa Sede e la Repubblica di Venezia, dopo la guerra della Lega di Cambrai; si guadagnò la stima di papa Giulio II, che in un breve si rivolse a Gaetano come a un "figlio diletto" e "nostro famigliare".
A Roma, Gaetano si iscrisse all'Oratorio del Divino Amore e partecipò attivamente alle riunioni che si tenevano nella chiesa di Santa Dorotea presso l'Ospedale di San Giacomo degli Incurabili. Ottenuta una particolare dispensa da papa Leone X, tra il 27 e il 29 settembre 1516 ricevette gli ordini minori e il diaconato; mentre il 30 settembre successivo, in occasione della festa di san Girolamo (patrono del suo casato), venne ordinato sacerdote da Francesco Bertoli, vescovo di Milopotamo, nella cappella privata del presule. Gaetano celebrò la sua prima messa solo nell'Epifania del 1517.
Fece ritorno nella sua nativa Vicenza nel 1519; entrò nella compagnia dei Santi Clemente e Girolamo e ristrutturò l'ospedale della Misericordia; trasferitosi a Verona, si aggregò alla compagnia del Santissimo Corpo di Cristo e poi, a Venezia, fondò un nuovo ospedale degli incurabili.
Tornò a Roma nel 1527; assieme a Gian Pietro Carafa (futuro papa Paolo IV), Bonifacio de' Colli e Paolo Consiglieri, suoi compagni all'Oratorio del Divino Amore, decise di formare una nuova fraternità di sacerdoti con il fine di riformare il clero e di restaurare e applicare una regola primitiva di vita apostolica; papa Clemente VII, con il breve Exponi nobis (24 giugno 1524) permise loro di prendere i voti e condurre vita fraterna in comunità e il 14 settembre successivo, nella basilica di San Pietro, Gaetano e i suoi compagni fecero la loro professione nelle mani del vescovo di Caserta Giovan Battista Boncianni, delegato papale.
Pur non essendo questo il loro proposito, Gaetano e i compagni andarono a costituire un nuovo ordine religioso, il primo degli ordini di chierici regolari sorti durante il periodo della Controriforma; essendo Gian Pietro Carafa vescovo di Chieti (in latino Theate), i membri dell'ordine vennero detti teatini.
Gaetano e i suoi ormai dodici compagni subirono la prigionia durante il sacco di Roma del 1527 nella Torre dell'Orologio in Vaticano da dove riuscirono provvidenzialmente a fuggire per Venezia, stabilendosi presso la chiesa di San Nicola dei Tolentini; il 14 settembre 1527 Gaetano venne eletto preposito generale dell'ordine.
Nel 1533, insieme a Giovanni Marinoni, si recò a Napoli per fondarvi una casa dell'ordine; il viceré Pedro de Toledo, nel 1538, concesse loro la basilica di San Paolo Maggiore. A Napoli Gaetano curò la formazione dei sacerdoti impegnati nel locale ospedale degl'Incurabili; fu correttore della compagnia dei Bianchi; diresse il monastero delle domenicane della Sapienza (fondato da Maria Carafa, sorella di Gian Pietro); guidò Maria Lorenza Longo nella fondazione delle monache Cappuccine; contrastò la diffusione delle dottrine eterodosse introdotte in città da Bernardino Ochino, Pier Martire Vermigli e Juan de Valdés.
Tra il 1540 e il 1543 fu preposito della comunità teatina di Venezia, poi tornò a Napoli, dove morì nel 1547.

## Culto
Le procedure canoniche per la beatificazione di Gaetano Thiene vennero avviate agli inizi del XVII secolo e si conclusero ad opera di papa Urbano VIII, che lo elevò all'onore degli altari l'8 ottobre 1629.
Venne proclamato santo, con decreto del 12 novembre 1670, da papa Clemente X il 12 aprile 1671. Nella stessa cerimonia vennero proclamati santi anche Rosa da Lima, Luigi Bertrando, Francesco Borgia e Filippo Benizi.
La sua memoria liturgica è fissata al 7 agosto e nel 1673 la sua festa venne estesa alla Chiesa universale.
È invocato come il "Santo della Provvidenza". In occasione del IV centenario della sua nascita papa Pio XII sintetizzò la sua spiritualità definendolo «...acceso apostolo del divino Amore e campione insigne dell'umana carità».
È patrono e titolare delle congregazioni delle Povere Figlie di San Gaetano, delle Suore della Provvidenza di San Gaetano Thiene e della Pia Società di San Gaetano.

## Iconografia
Non si sono conservati ritratti contemporanei che abbiano tramandato in modo almeno approssimativo la sua fisionomia; ci è rimasta una sommaria descrizione fatta da Erasmo Danese che di lui dice «statura mediocre ... viso tondo, bell'occhi, bocca piena di soavità».
Il santo è solitamente raffigurato con il bambino Gesù tra le braccia o nell'atto di riceverlo dalle mani della Madonna. Gli artisti si sono solitamente ispirati ad un episodio narrato da Gaetano in una lettera indirizzata a Laura Mignani, religiosa agostiniana del monastero di Santa Croce a Brescia: in essa Gaetano racconta che durante il periodo natalizio del 1517, presso l'altare del Presepe nella basilica romana di Santa Maria Maggiore, venne rapito in estasi ed assistette al miracoloso parto della Vergine.